# 霍国
霍国是中國西周至春秋时期的一個諸侯国家，位于现代的山西霍州一带，周武王時，封叔處於霍，是為霍叔，此即霍國之始，管蔡之亂後，霍叔被廢為平民，但霍國仍被保留下來由霍叔之子繼位，一直到春秋時代。
前661年，霍国被晋国的赵夙率军攻占，霍公求逃往齐国。之后晋国大旱，占卜说是霍太山作祟，晋献公因畏惧霍太山神，于是又派赵夙去齐国请回了霍国国王，让霍公求复国。但最迟前622年，霍国仍然被晋国彻底灭亡。

## 君主列表
- 霍叔處
- 霍侯舊（《穆天子傳》）
- 霍公求